# Prosopographie chrétienne du Bas-Empire

La Prosopographie chrétienne du Bas-Empire (PCBE) est un ensemble de 4 volumes publiés en France de 1982 à 2013, sous l'impulsion de l'historien Henri-Irénée Marrou et mis en œuvre par André Mandouze, Jean-Rémi Palanque, Charles Pietri et Luce Pietri (et d'autres collaborateurs). Ces 4 volumes compilent la biographie des personnages apparaissant dans le monde chrétien du bas-empire romain à partir de 1982 et le volume I, qui est consacré à l'Afrique. Contrairement à la Prosopography of the Late Roman Empire (PLRE) publié en Grande-Bretagne, qui suit un ordre alphabétique et chronologique, la PBCE suit un ordre géographique. Le volume I comporte 2150 notices, qui concernent 1056 évêques, 99 prêtres, 54 diacres et sous-diacres, 15 lecteurs, 25 moines, 125 laïcs, 73 femmes et 105 personnages officiels.

## Histoire éditoriale
Ces 4 volumes ont une histoire éditoriale diverse, passant successivement de l'éditeur de Boccard aux éditions du CNRS, ainsi qu'à l'Association des Amis du Centre d'Histoire et Civilisation de Byzance (pour le 4e volume).
- Volume I : Prosopographie de l'Afrique chrétienne (303-533) / André Mandouze ; d'après la documentation élaborée par Anne-Marie La Bonnardière ; avec la collaboration de Claude-Hélène Lacroix, Serge Lancel, Henri Irénée Marrou... [et al.]. Paris : Éditions du Centre national de la recherche scientifique, 1982. 1 vol. (1320 p.) ; 25 cm  (ISBN 2-222-02174-X). 1992. — "Ce volume, le premier de la Prosopographie chrétienne du Bas-Empire fondée par Henri Irénée Marrou et Jean-Rémy Palanque sous les auspices de l'Académie des inscriptions et Belles-Lettres, est publié dans la collection des Études d'antiquités africaines par le Centre de recherches Lenain de Tillemont" (p. 6). - Autres contributions : C. Munier, Elisabeth Paoli-Lafaye, S.-M. Pellistrandi, C. Pietri et F. Pontuer (collaborateurs). (online)

- Volume 2 : Prosopographie de l'Italie chrétienne (313-604). Volume 2, L-Z / sous la direction de Charles Pietri (+) et Luce Pietri ; Janine Desmulliez, Christiane Fraisse-Coué, Elisabeth Paoli-Lafaye... [et al.]. Rome : École française de Rome ; Paris : diff. de Boccard, 2000. 1 vol. (p. 1228-2433).  (ISBN 2-7283-0613-3)[3].

- Volume 3 : Prosopographie du diocèse d'Asie (325-641)/Sylvain Destephen ; [publié par l']Association des Amis du Centre d'histoire et civilisation de Byzance. 1 vol. (1053 p.), 2 cartes.  (ISBN 978-2-916716-12-1)[4].
- Volume 4 : Prosopographie de la Gaule chrétienne, 314-614. Volume 1, A-H /Volume II, G-Z, sous la direction de Luce Pietri et Marc Heijmans ; avec les contributions de Philippe Bernard, Carles Buenacasa-Perez, Janine Desmulliez... [et al.]. Paris : Association des Amis du Centre d'Histoire et Civilisation de Byzance, 2013.  (ISBN 978-2-916716-44-2) (les  deux volumes).

## Origine
La Prosopographie chrétienne du Bas-Empire trouve sa raison d'être formelle dans l'histoire des publications scientifiques concernant l'Antiquité tardive, lorsque le groupe de chercheurs britanniques emmenés en 1948 par le professeur A. H. M. Jones et Sir Harold I. Bell ont demandé à la British Academy une "modeste subvention" pour poursuivre un projet visant à créer un corpus de "toutes les personnes occupant un rang civil ou militaire" depuis les règnes de Dioclétien jusqu'à Héraclius. La somme de 50 livres sterling fut allouée et une réunion inaugurale du comité eut lieu le 4 octobre 1949 en présence de Norman H. Baynes, Bell, Jones (en tant que président), John Morris (en tant que secrétaire) et E. A. Thompson. En 1950, lors du premier congrès international d'études classiques à Paris, un groupe d'universitaires britanniques dirigé par Jones rencontra un groupe français sous la direction de l'historien Henri Irénée Marrou, et établit des lignes directrices pour le développement de la recherche et a établi des lignes directrices pour la création de deux projets prosopographiques pour l'Antiquité tardive. Les Britanniques prendraient en charge la Prosopography of the Later Roman Empire (Prosopographie du Bas-Empire romain) (PLRE), qui prit la suite de la Prosopographia Imperii Romani, initiée par Theodor Mommsen et à laquelle Adolf Harnack, à la demande du premier, proposa une suite chronologique. Et les Français s'occuperaient de la Prosopographie chrétienne du Bas-Empire (PCBE).

## Publication
Il aura fallu de longues années de gestation pour voir paraître en 1982 le premier volume de la Prosopographie chrétienne du Bas-Empire consacré à l'Afrique. Au lieu de reposer sur un découpage chronologique comme la PLRE, la Prosopographie chrétienne du Bas-Empire (PCBE) est basée sur un partage géographique : chaque volume retient ses propres bornes chronologiques exactes, toutes incluses bien sûr entre le début du IVe et le VIe siècle ou le VIIe siècle. L’entreprise dont les contours avaient été scellés dès 1950 se poursuit en France dans le cadre de l’UMR 8167 Orient & Méditerranée du CNRS. Au sein de ce laboratoire, le Centre d’histoire et civilisation de Byzance est chargé du reste de la partie orientale (Égypte, Syrie, diocèse du Pont, c’est-à-dire la partie Nord-Est de l’Asie Mineure, Illyricum), tandis que le Centre Lenain de Tillemont a publié le volume sur la Gaule. Une équipe de l’université de Barcelone dirigée par Josep Vilella s’occupe enfin du volume sur l’Espagne qui n'est pas encore paru en 2023.